# Ali Guelleh Aboubaker
 (mai 2016).
Ali Guelleh Aboubaker est un haut fonctionnaire et homme politique djiboutien, né à Sagallou. Chef du cabinet du président de la République, il est nommé Ministre auprès de la Présidence,  chargé des investissements le 12 mai 2016.

## Carrière
Fils d'un notable des Monts Goda, dès l’âge de 16 ans, il fait preuve d'un engagement très actif dans la mouvance indépendantiste[réf. nécessaire].
Ali Guelleh Aboubaker est membre fondateur du Front pour la restauration de l’unité et la démocratie (FRUD), acteur de la guerre civile à Djibouti à partir de 1991.
En 1994, à la suite de l'accord signé à Aba'a entre le gouvernement et le FRUD, il s'installe dans la capitale djiboutienne et s'investit dans la reconstruction des infrastructures détruites par la guerre.
En 1999, il devient le chef du cabinet du président Ismail Omar Guelleh. En 2001, il participe à l’accord de paix entre le FRUD-armé d'Ahmed Dini et le gouvernement. En 2014, il est l'instigateur du dialogue politique entre le gouvernement et l'opposition de l'Union pour le salut national (USN).
Lors de l’élection présidentielle 2016, il est le directeur de campagne d'Ismail Omar Guelleh. Il est décoré de l’ordre de la Grande Étoile de Djibouti par le président le 17 avril 2016.

## Mort
Il meurt des suites d'une longue maladie le 27 avril 2020 à l'hôpital militaire soudanais de Djibouti.